# María Antonia Iglesias

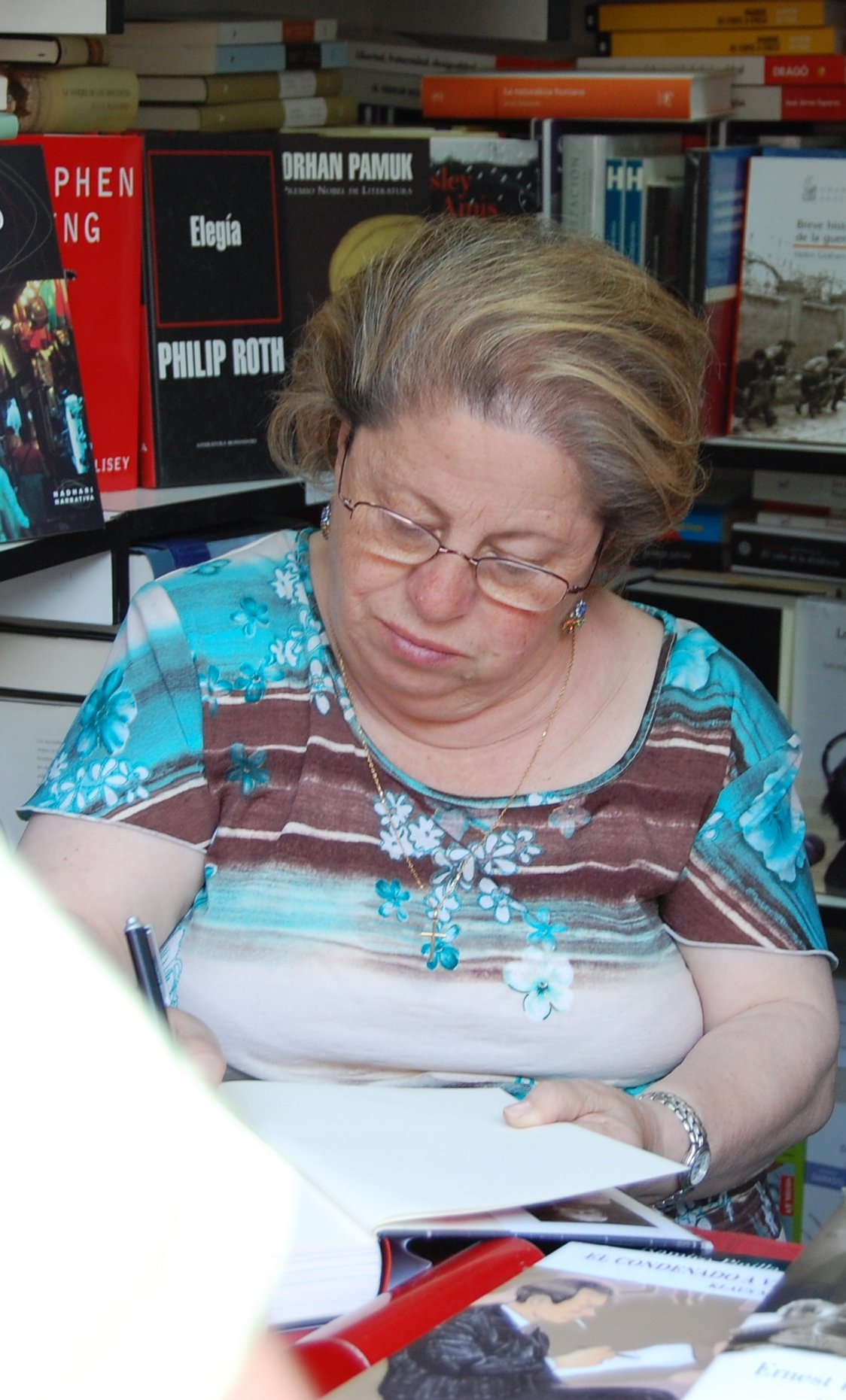
María Antonia Iglesias (2007)

María Antonia Iglesias González (* 15. Januar 1945 in Ourense; † 29. Juli 2014 in Vigo) war eine spanische Autorin und Journalistin. Ihr Vater ist der Pianist und Musikwissenschaftler Antonio Iglesias Álvarez.
Sie hat in mehreren Publikationen mitgearbeitet: Informaciones, Triunfo,Tiempo, Interviú, El País.

## Radio
- Hoy por hoy, (Cadena SER)
- La Brújula (2002, Onda Cero)
- Protagonistas (2004–2006, Punto Radio)

## Fernsehen
- Informe Semanal, 1984, RTVE
- Día a día (1996–2004, Telecinco)
- Cada día (2004-2005-2006, Telecinco)
- Lo que inTeresa (2006, Antena 3)
- Las Mañanas de Cuatro (2006–2009, Cuatro)
- Madrid opina (2006–2008, Telemadrid)
- La mirada crítica (2008, Telecinco)
- La noria (2008–2011, Telecinco)

## Bibliografie
- Memoria de Euskadi. La terapia de la verdad: todos lo cuentan todo (2009)
- Cuerpo a cuerpo. Cómo son y cómo piensan los políticos españoles (2007)
- Maestros de la República. Los otros santos, los otros mártires (2006)
- La memoria recuperada. Lo que nunca han contado Felipe González y los dirigentes socialistas (2003)
- Aquella España dulce y amarga / Carmen Sevilla y Paco Rabal (1999)
- Ermua, cuatro días de julio (1997), ubre Miguel Ángel Blanco